# Hang-Ups
Hang-Ups другий студійний альбом ска-панк гурту Goldfinger виданий Mojo Records 9 вересня 1997. Багато пісень альбому мають більше ска-звучання ніж у дебюному альбомі. Перший сингл альбому «This Lonely Place» не був таким же успішним як «Here in Your Bedroom», сингл з дебютного альбому.
Як і в дебюному альбомі, присутні труби у виконанні кількох учасників ска сцени, найбільш відомі Ден Реган та Скотт Клопфенштайн з Reel Big Fish на тромбоні та трубі, відповідно. Пісня «Carlita» виконується Анджело Муром з Fishbone (саксофон і вокал).
«Superman» була виокористана у кількох сценах в фільмі Королі боулінгу.
Також два роки після релізу, пісня «Superman» була використана у відео-грі Tony Hawk's Pro Skater, та знову у 2012 в Tony Hawk's Pro Skater HD, рімейку улюблених фанатами рівнів з двох попередніх ігор серії.

## Список композицій
Автор музики і слів Джон Фельдман, окрім зазначених. 
| #   | Назва                                               | Тривалість |
| --- | --------------------------------------------------- | ---------- |
| 1.  | «Superman»                                          | 3:05       |
| 2.  | «My Head» (Фельдман, Чарлі Паулсон, Саймон Вільямс) | 3:03       |
| 3.  | «If Only»                                           | 2:25       |
| 4.  | «This Lonely Place»                                 | 3:19       |
| 5.  | «20¢ Goodbye»                                       | 1:58       |
| 6.  | «Question»                                          | 2:57       |
| 7.  | «Disorder» (Фельдман, Паулсон)                      | 3:13       |
| 8.  | «Carlita» (Фельдман, Паулсон)                       | 3:16       |
| 9.  | «Too Late»                                          | 2:20       |
| 10. | «I Need to Know»                                    | 2:53       |
| 11. | «Authority»                                         | 2:41       |
| 12. | «S.M.P.»                                            | 1:01       |
| 13. | «The Last Time»                                     | 2:46       |
| 14. | «Chris Cayton»                                      | 3:14       |

| Приховані треки | Приховані треки     | Приховані треки |
| #               | Назва               | Тривалість      |
| --------------- | ------------------- | --------------- |
| 15.             | «It Isn't Just Me»  | 3:07            |
| 16.             | «Chicken Mcnuggets» | 0:53            |

## Учасники запису
Goldfinger
- Джон Фельдман — гітара, вокал
- Чарлі Паулсон — гітара, вокал
- Дерін Пфайфер — ударні, вокал
- Саймон Вільямс — бас-гітара, вокал

Додаткові музиканти
- Клавішні — Пол Хемптон, завийнятком «It Isn't Just Me» Кріс Джонсон
- Валторна — Анджело Мур, Кіп Віртцфельд, Джонас Кабрера, Габріель Макнайр, Скотт Клопфенштейн, Дан Реган, Гарт Шульц, Майк Менчака
- Бек-вокал — Анджело Мур, Кріс Томпсон

Виготовлення
- Продюсери — Джей Ріфкін та Джон Фельдман
- Аудіо інженери — Кріс Джонсон, Кевін Глоберман і Слам Ендрюс
- Помічники інженера — Джош Ахсігер та Бруно Руссель
- Змішування — Дейв Джерден
- Помічники — Аннетт Ціснерос, Браян Карлстрром, Елан Трухільо та Браян Голл
- Мастеринг — Едді Шреєр